# Tysklands herrlandslag i fotboll
Tysklands herrlandslag i fotboll, även känt som Die deutsche Fußballnationalmannschaft eller endast Die Mannschaft, representerar Förbundsrepubliken Tyskland (1949–1990 kallat Västtyskland) i fotboll på herrsidan och är ett av de framgångsrikaste landslagen med både flest vunna VM-medaljer varav 4 guld och 4 silver och flest vunna EM-medaljer varav 3 guld. Tyskland vann även Fifa Confederations Cup 2017, vilket är det bästa resultatet av de tre gånger laget deltagit i turneringen.

## Tidig historia
Fotbollen kom till Tyskland 1874 och började utvecklas under 1890-talet med flera regionala förbund och serier. Berlin och Karlsruhe tillhörde de tidiga fotbollsstäderna under en period där fotbollen av många sågs som något otyskt, till skillnad från gymnastiken som utvecklats under Friedrich Ludwig Jahn. Men sakteliga ökade antalet fotbollsutövarna och spred sig till olika samhällsklasser. Det tyska fotbollsförbundet Deutscher Fussball-Bund (DFB) grundades 1900 och inofficiella landskamper genomfördes i liten skala.

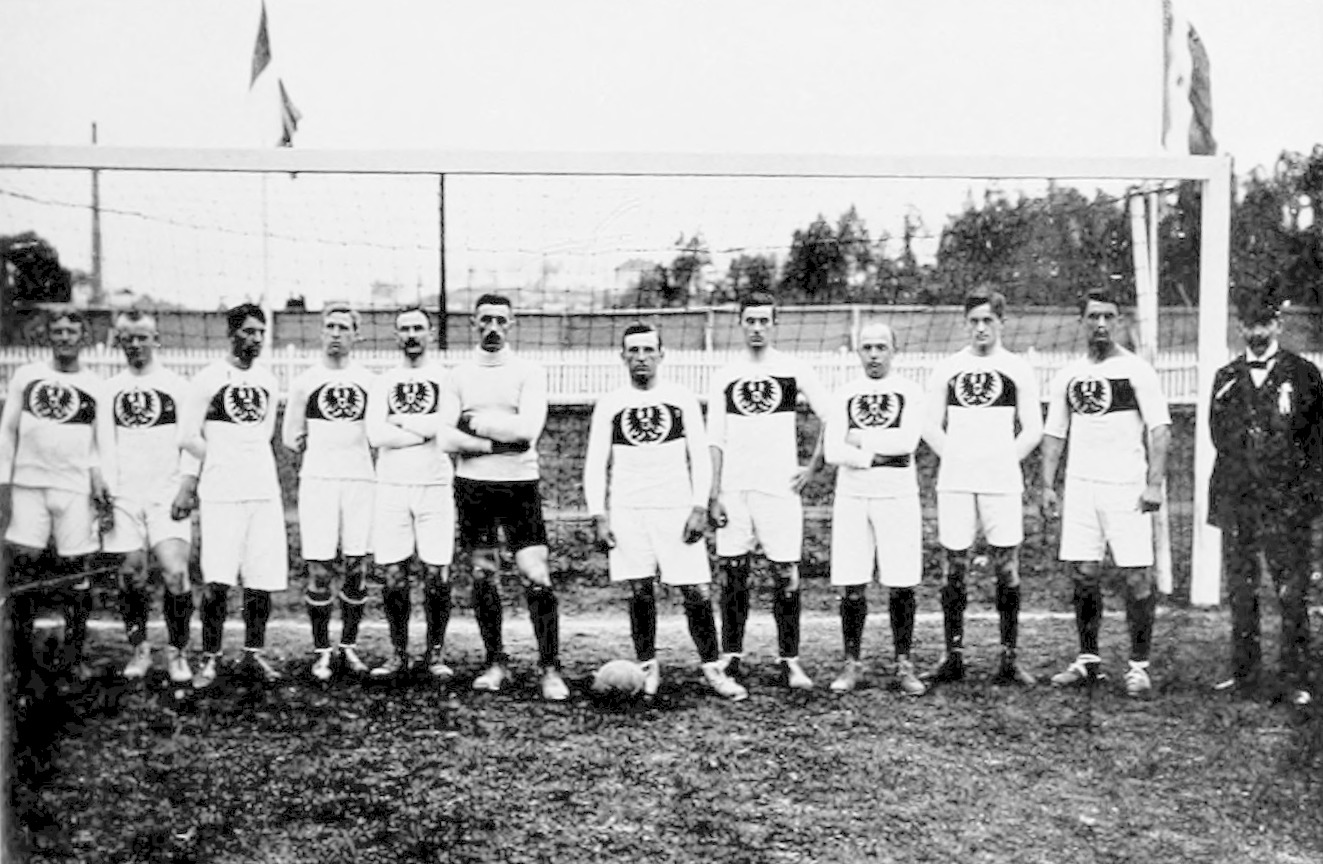
OS 1912

Första officiella landskampen spelades 5 april 1908 mot Schweiz, som slog Tyskland med 5–3. I 1912 års olympiska spel i Stockholm fick Tyskland, liksom sex andra landslag som inte nådde medaljmatch, spela så kallad tröstturnering där de slog Ryska imperiet stort med 16–0. Tyska landslaget hade blandade framgångar före första världskriget, som tillfälligt stoppade fotbollen i Tyskland och det tyska landslaget från internationellt spel de närmsta åren efter krigsslutet.
Fotbollens popularitet i Tyskland växte gigantiskt fram till 1930-talet då den var den klart största sporten. De stora lagen under denna period var lokalrivalerna SpVgg Greuther Fürth och 1. FC Nürnberg från Bayern, Hamburger SV och något senare Schalke 04 från Ruhrområdet.

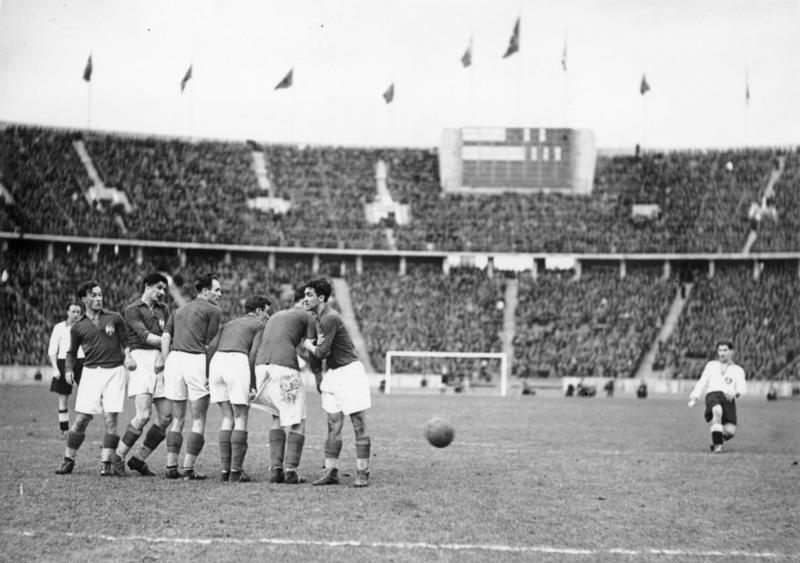
Paul Janes skjuter 2-2 på frispark mot Jugoslavien i en landskamp 1939.

Tyska landslaget deltog återigen i en internationell turnering 1928 i Amsterdam där Tyskland nådde olympisk kvartsfinal efter vinst mot Schweiz med 4–0, men förlorade med 1–4 mot blivande olympiska mästarna Uruguay.
1934 deltog Tyskland liksom de flesta övriga europeiska landslag för första gången i VM, där laget vann  VM-brons och lagets unge anfallare Edmund Conen som gjorde 4 mål slutade på delad andraplats i skytteligan med Angelo Schiavio, efter Oldřich Nejedlý. Andra profiler i laget var Schalkes Fritz Szepan, Karl Hohmann, Ernst Lehner och Tysklands meste landslagsman under flera decennier Paul Janes.
Efter misslyckande i olympiska spelen på hemmaplan 1936, med förlust i kvartsfinalen mot blivande olympiska bronsmedaljörerna Norge, tog Sepp Herberger över landslaget efter Otto Nerz. Inför följande VM i Frankrike 1938, då Tyskland annekterade Österrike, förenades österrikiska spelare i tyska landslaget, då bland de bästa landslagsspelarna (men med olika spelstilar som gjorde dem svåra att förena med tyska spelare). Frankrike-VM blev ett misslyckande med förlust mot Schweiz i första omgången. De efterföljande åren och under andra världskriget utarmades fotbollen av naziregimen som ville lägga den populära sporten under sig. Många spelare kallades in i kriget och trots att fullt krig härjade runt om i Europa spelade Tyskland landskamper fram till 1942 - dock i regel bara mot motståndare från ockuperade länder alternativt bundsförvanter till Nazityskland. Bland länder som spelade krigstida landskamper mot Nazityskland var Bulgarien, Böhmen-Mähren, Danmark, Italien, Rumänien, Jugoslavien, Schweiz, Slovakien, Sverige och Ungern.

## Första VM-titeln

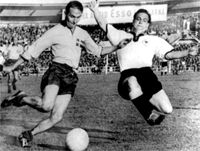
Kurt Hamrin och Erich Juskowiak i VM 1958

1950 spelade Tyskland återigen landslagsfotboll då landslaget mötte Schweiz i Stuttgart och vann med 1–0. Tyskland hade delats i två stater och Östtyskland (DDR) spelade sin första landskamp i september 1952; före dess deltog ett gemensamt väst- och östtyskt lag i årets olympiska sommarspel i Helsingfors som där förlorade mot de regerande olympiska mästarna, tillika blivande olympiska bronsmedaljörerna, Sverige i matchen om tredjepris (efter att tidigare ha förlorat mot Jugoslavien i semifinalen). Följande olympiska spel 1956 i Melbourne resulterade i förlust i åttondelsfinalen mot blivande olympiska mästarna Sovjetunionen.
Västtyskland under Sepp Herberger och med lagkaptenen Fritz Walter som den stora stjärnan kvalificerade sig för Schweiz-VM 1954, där de överraskande blev världsmästare efter finalseger, kallad Das Wunder von Bern (som är en av de största händelserna i tysk fotbollshistoria), mot dåtidens storfavoriter Ungern. I finallaget spelade Toni Turek, Hans Schäfer, Jupp Posipal, Werner Liebrich, Werner Kohlmeyer, Horst Eckel, Ottmar Walter, Fritz Walter, Karl Mai, Max Morlock och Helmut Rahn, den sistnämnda utsågs till matchhjälte, som både kvitterade till 2–2 i mitten av första halvlek och tog en avgörande ledning i slutet av andra. Därigenom blev Västtyskland direktkvalificerade (som regerande världsmästare) till nästa VM 1958 i Sverige där Västtyskland, efter en andra vinst i rad mot Jugoslavien i kvartsfinal, förlorade mot värdarna och blivande finalisterna Sverige med 1–3 i en stökig semifinal (med bl.a. en utvisning på Erich Juskowiak), och även mot blivande bronsmedaljörerna Frankrike med 3–6 i matchen om tredjepris. Helmut Rahn slutade dock på delad andraplats i skytteligan med världsmästaren Pelé, som båda gjorde 6 mål, efter bronsmedaljören Just Fontaine med 13 mål.

## Svacka och andra VM-titeln
Efter Chile-VM 1962 då Västtyskland förlorade i kvartsfinalen, som var den tredje i rad mot Jugoslavien, startade nytänkande och, efter år av diskussioner, en rikstäckande liga, Bundesliga, vilken höjde nivån på tysk fotboll, samtidigt som nya stjärnor blommade ut som tillhörde de största namnen i tysk fotbollshistoria: Franz Beckenbauer, Wolfgang Overath och Sepp Maier var några av de tyska världsspelare som slog igenom under seklets 7:e decennium. 1964 deltog det förenade tyska laget för första gången på 8 år i olympiska spelen, dock endast med östtyska spelare denna gång, vilka vann brons.
Västtyskland vann i följande VM 1966 varje match utom den mållösa gruppspelsmatchen mot Argentina och finalen mot värdarna England på Wembley, som blev oavgjord efter en sen kvittering till 2–2 av Wolfgang Weber, men England vann med 4–2 efter förlängning, båda målen gjorda av Geoff Hurst.
I följande VM i Mexiko 1970 var Västtyskland tillbaka i storform efter misslyckande att kvalificera sig till 1968 års Europamästerskap. Den nytillkomne Gerd Müller, som kom att bli skyttekung med hela tio mål och dessutom den dittills målrikaste spelaren i VM senare efter ytterligare fyra mål i följande VM 1974, öste in mål samtidigt som hela landslaget, med bland andra teknikern Reinhard Libuda och veteranerna Uwe Seeler och Karl-Heinz Schnellinger, gjorde väl ifrån sig, och vann samtliga gruppspelsmatcher (som hittills endast upprepats i hemma-VM 2006), och tog revansch mot regerande världsmästarna England för finalförlusten 1966 genom att i kvartsfinalen kvittera till 2–2 genom två mål gjorda av Franz Beckenbauer och Uwe Seeler och vinna med 3–2 efter ett avgörande ledningsmål av Müller i förlängningen, som senare i semifinalen mot Europamästarna Italien ("århundradets match") både tog en ledning med 2–1 och kvitterade till 3–3 i förlängningen, före ett avgörande italienskt ledningsmål bara minuten efter Müllers kvittering. Efter semifinalförlusten vann Västtyskland mot Uruguay med 1–0 i bronsmatchen.

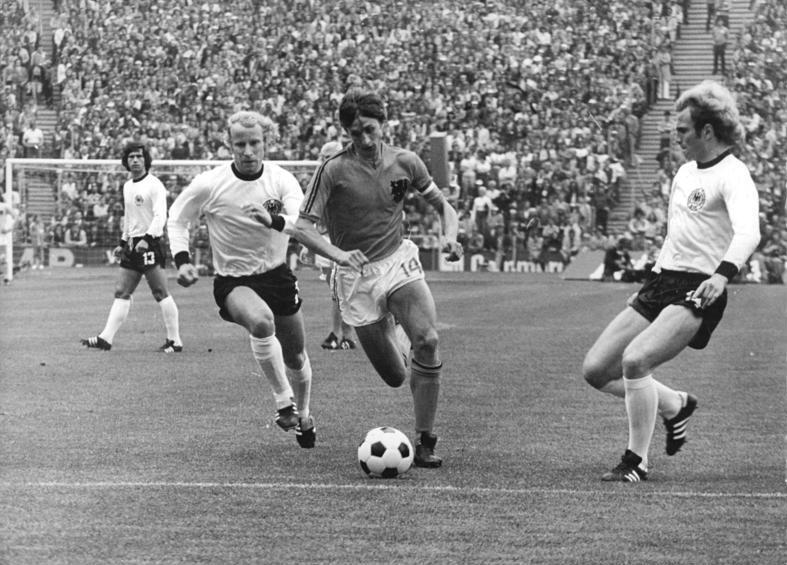
Berti Vogts jagar Nederländernas Johan Cruijff i VM-finalens öppningsminut. Till höger Uli Hoeness.

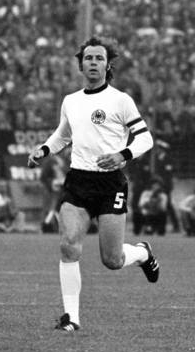
Franz Beckenbauer 1974

Västtyskland, med storstjärnor som Franz Beckenbauer, Günter Netzer och Gerd Müller dominerade under 1970-talet landslagsfotbollen. I laget fanns även en av världens främsta målvakter i Sepp Maier, Hans-Georg Schwarzenbeck som var Beckenbauers drabant i försvaret, den ettrige ytterbacken Berti Vogts och offensiva ytterbacken Paul Breitner. Stommen i laget bestod av spelare från de två storklubbarna FC Bayern München och Borussia Mönchengladbach som vid samma tid även hade stora framgångar i Europa i klubblagsspel.
En milstolpe på landslagets väg mot storhet var dess första vinst mot England på engelsk mark, Wembley, i kvalspelet till Europamästerskapet i fotboll 1972 i Belgien, där Västtyskland blev Europamästare efter vinst mot värdlandet Belgien i semifinalen följt av Sovjetunionen i finalen, och blev samtidigt världsmästare i följande VM 1974, som hittills endast upprepats av Frankrike (som blev både världsmästare och Europamästare 1998/2000) och Spanien (som blev både Europamästare och världsmästare 2008/2010/2012 som var hittills enda gången ett landslag vann två EM-titlar i rad). Västtyskland, som var direktkvalificerade till VM 1974 som värdland, var dessutom det blott fjärde värdlandet som blev världsmästare (efter Uruguay 1930, Italien 1934 och England 1966) och även det första landslaget som vann tre VM-medaljer i rad, och vann varje match utom den mot grannlandet Östtyskland (som var den enda matchen mellan Öst- och Västtyskland och slutade 1–0 till Öst-). Efter att ha förlorat EM-finalen 1976 mot Tjeckoslovakien, som lyckades avgöra straffsparksläggningen när Uli Hoeness missat genom att skjuta över målburen, blev Västtyskland återigen Europamästare 1980 såväl som det hittills enda landslaget som nått minst tre EM-finaler i rad, medan Argentina-VM 1978, som Västtyskland direktkvalificerades till som regerande världsmästare, blev ett misslyckande med enbart en vinst (mot Mexiko med 6–0) och förlust mot Österrike med 2–3 i den sista gruppspelsmatchen, som hade krävt en vinst för att gå vidare till medaljmatch, varefter ett nytt landslag byggdes upp under ledning av Jupp Derwall och med en ny generation av spelare som Harald Schumacher, Ulrich Stielike, Hans-Peter Briegel, Karl-Heinz Rummenigge och Bernd Schuster.

## Tre raka VM-finaler och tredje VM- och EM-titeln
Spanien-VM 1982 kom att bli ett spelmässigt och mediamässigt fiasko, trots framgång, då Västtyskland stundtals totalsågades i tysk media. Efter en oväntad förlust i öppningsmatchen, 1–2 mot Algeriet, (en av VM-historiens största sensationer) vann Västtyskland varje match före finalen mot Italien, utom den mållösa matchen mot England, och semifinalen mot Frankrike som tidigt kvitterade till 1–1 på straffspark av Michel Platini, och under andra halvlek fick sin inhoppare Patrick Battiston nedmanglad av tyske målvakten Harald Schumacher utan påföljd för målvakten (som ses som en av de största domarskandalerna någonsin), och senare i förlängningen hade en ledning med 3–2 i förlängningen, efter två franska mål och en tysk reducering i första halvlek, före en kvittering till 3–3 i början av förlängningens andra halvlek, som gjorde VM-semifinalen till den första utslagsmatchen som avgjordes genom straffsparksläggning, och slutade med västtysk vinst efter 4 mål av 5 möjliga vardera, då ordinarie straffomgång gick till golden goal-omgång där Maxime Bossis missade Frankrikes extra-straffspark och Horst Hrubesch lyckades avgöra.
Den senare delen av Derwall-eran kantades, utöver det PR-mässigt misslyckade VM:et 1982, även av ett illa spelat EM-kval som resulterade i två förluster mot Nordirland och en knapp vinst med 2–1 mot Albanien, som kvalificerade Västtyskland via målskillnad till Europamästerskapet 1984 i Frankrike, där Västtyskland missade semifinal. Västtyskland deltog senare samma år i olympiska spelen i Los Angeles, för första gången på 12 år (efter misslyckande i hemmaspelen 1972 i München), och förlorade mot blivande bronsmedaljörerna Jugoslavien i kvartsfinalen. I ett sent skede förstärktes truppen med nya spelare, bland andra det stora utropstecknet Rudi Völler som nu kom fram som Västtysklands nye skyttekung. Det stormade i landslaget mellan stjärnorna och Bernd Schuster som valde att stå utanför landslaget. Efter det misslyckade Europamästereskapet tog förre storspelaren Franz Beckenbauer över som förbundskapten (eller Teamchef som hans officiella titel var då han saknade tränarlicens). Efter en första tid med framgång i VM-kvalet och ett andra VM-silver i rad 1986, dock med fortsatta inre stridigheter, byggde Beckenbauer upp ett nytt landslag, tillsammans med sin före detta lagkamrat och assisterande förbundskapten Berti Vogts.
Det nya landslaget med nykomlingar som Jürgen Kohler, Jürgen Klinsmann (som även var med och vann olympiskt brons 1988) och Thomas Hässler bredvid de redan etablerade Lothar Matthäus, Andreas Brehme och Pierre Littbarski nådde semifinal i hemma-EM 1988, och två år senare i Italien-VM sin tredje final i rad efter vinster i varje match utom den oavgjorda mot Colombia, och tog revansch både i åttondelsfinalen mot Europamästarna Nederländerna (för semifinalförlusten i hemma-EM) och mot regerande världsmästarna Argentina för finalförlusten 1986 i finalen, som därigenom blev den hittills enda VM-finalen med två landslag som möttes i final för andra gången i rad, och som gjorde Västtyskland till det första landslaget som nått tre VM-finaler i rad (som hittills endast upprepats av Brasilien 1994, 1998 och 2002), det tredje landslaget som vunnit en tredje VM-titel (efter Brasilien 1958, 1962 och 1970, och Italien 1934, 1938 och 1982) och även, tillsammans med Argentina, de första två landslagen som mött varandra i minst två VM-finaler (som hittills endast upprepats av Brasilien och Italien som mötte varandra i finalerna 1970 och 1994 - men som emellertid hittills aldrig mött varandra i en tredje final som Tyskland och Argentina gjorde 2014).
Efter VM-guldet 1990 beslutade Beckenbauer att lämna rollen som förbundskapten, som övertogs av assistenten Vogts, med meriter som förbundskapten för det framgångsrika västtyska ungdomslandslaget och taktikuppläggare i Italien-VM, som rekryterade spelare från det nu upplösta östtyska landslaget, varav Matthias Sammer kom att bli den framgångsrikaste, och som ledde det nu återförenade Tysklands landslag till både EM-silver 1992 efter en överraskande finalförlust mot Danmark (som erbjöds en gratisplats i EM:et efter uteslutningen av Jugoslavien med anledning av de jugoslaviska krigen), och till den tredje EM-titeln i följande EM 1996 i England, där Tyskland vann varje match utom den mållösa matchen mot Italien, varav en match efter straffsparksläggning, semifinalen mot värdarna England som efter 5 straffmål vardera gick till golden goal-omgång där Andreas Köpke som säker målvakt räddade Englands extra-straffspark av Gareth Southgate och därigenom gav Andreas Möller en chans att avgöra, och en match, finalen mot Tjeckien, efter förlängning då Oliver Bierhoff som tidigare kvitterade till 1–1 avgjorde med 2–1 genom golden goal.
USA-VM 1994 var däremot en besvikelse för de regerande världsmästarna Tyskland, som förlorade mot Bulgarien i kvartsfinal efter två snabba bulgariska mål i mitten av andra halvlek vilka vände en tysk ledning efter ett mål på straff av Lothar Matthäus i början av halvleken, som såg ut att minuten före första bulgariska målet utökas från 1–0 till 2–0 av Rudi Völler, som emellertid fick målet underkänt för att ha varit offside. Före kvartsfinalen hade tyskarna vunnit mot Belgien med 3–2 i åttondelsfinalen och tidigare i gruppspelsfasen (utan att imponera) mot Bolivia med 1–0 och, efter en oavgjord match mot Spanien som slutade 1–1, mot Sydkorea (som under andra halvlek överraskande reducerade en tysk ledning med 3–0 till 3–2).

## Svacka och nya VM-framgångar

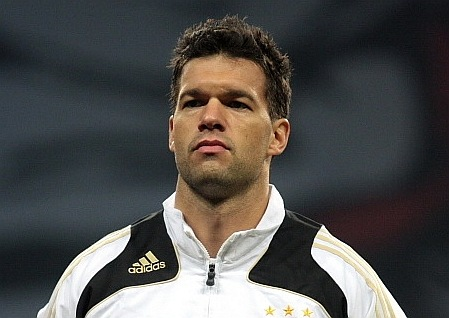
Michael Ballack var en portalfigur i det tyska landslaget under början av 2000-talet.

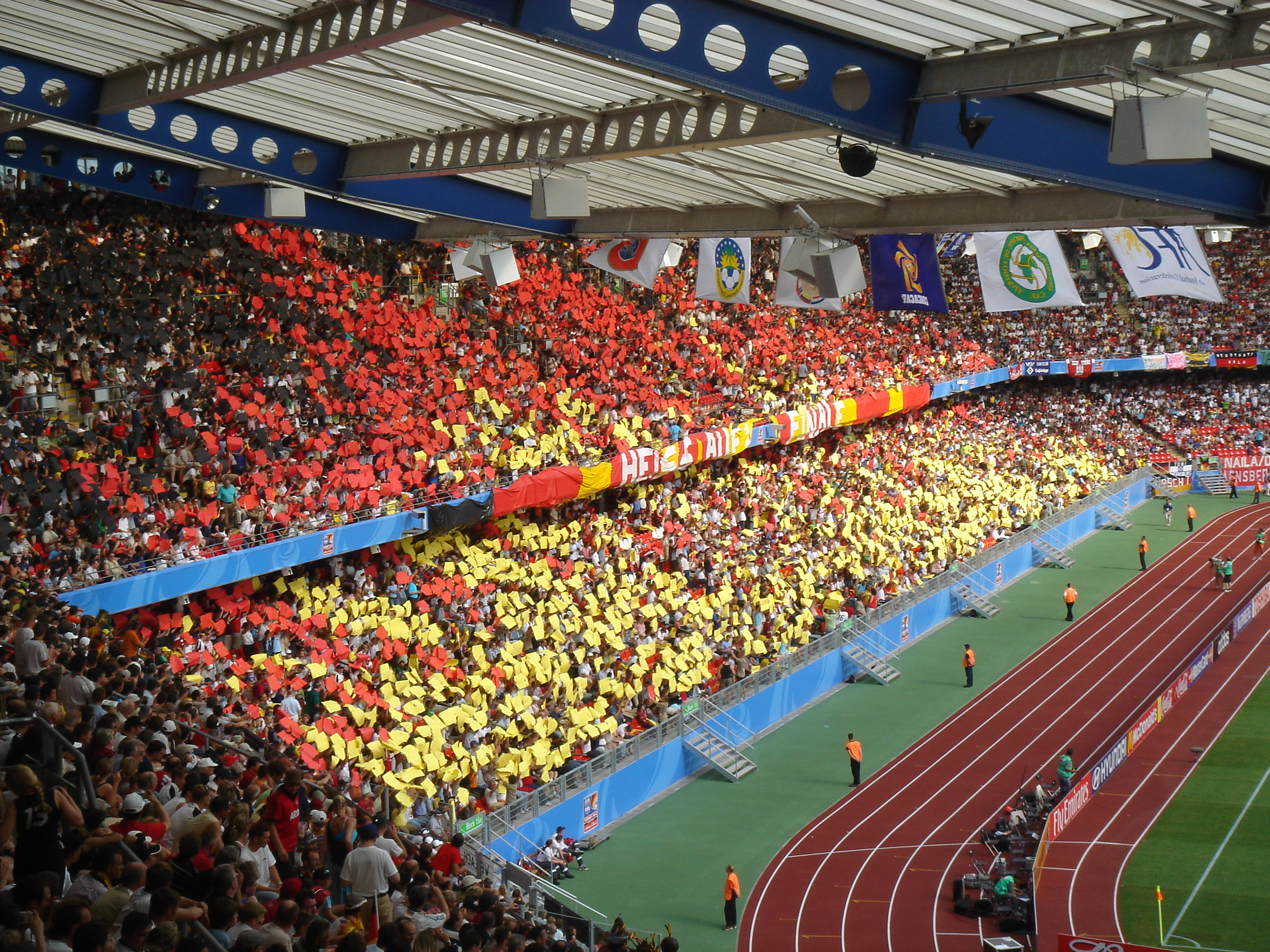
Fans till tyska landslaget vid Fifa Confederations Cup 2005 i Tyskland.

Liksom USA-VM 1994 blev följande Frankrike-VM 1998 ett misslyckande för de då regerande Europamästarna Tyskland, som i kvartsfinalen, en repris av EM-kvartsfinalen 1996, slogs med hela 3–0 (varav ett mål av skyttekungen Davor Šuker) av blivande bronsmedaljörerna Kroatien (som alltså fick revansch mot kvartsfinalförlusten i EM 1996). Före dess hade Tyskland vunnit med 2–1 mot Mexiko i åttondelsfinalen, genom att vända en mexikansk ledning med 1–0, och tidigare i gruppspelsfasen mot både USA och Iran med 2–0 och fått oavgjort resultat 2–2 mot Jugoslavien genom reducering och kvittering i mitten av andra halvlek först av Siniša Mihajlovićs självmål och sedan av Oliver Bierhoff.
Flera veteraner från VM-guldet 1990 lämnade landslaget efter den andra kvartsfinalförlusten i rad 1998, och Berti Vogts avgick och efterträddes som förbundskapten av den mycket kritiserade Erich Ribbeck (allteftersom flera andra tränarprofiler som Ottmar Hitzfeld, Franz Beckenbauer, Otto Rehhagel m.fl. tackade nej). Ribbeck tog efter allt hårdare kritik beslutet att spela med libero, med Lothar Matthäus på positionen, men EM 2000 blev ett misslyckande för de regerande Europamästarna, som förlorade mot både England och Portugal och endast gjorde ett enda mål, i den oavgjorda matchen mot Rumänien. Ribbeck lämnade rollen som förbundskapten med omedelbar verkan och efterträddes, efter ett krismöte inom fotbollsförbundet, i första hand av Christopher Daum som dock inte kunde ta över som förbundskapten direkt p.g.a. ett kontrakt med Bayer Leverkusen som gällde 10 månader till, och världsmästaren från 1990 Rudi Völler fick under tiden ta över, och senare fortsätta som förbundskapten permanent (mot sin vilja) efter anklagelser mot Daum om narkotikamissbruk, förskingring och bedrägeri. Under Rudi Völler växte ett nytt landslag fram med spelare som Torsten Frings, Bernd Schneider och Michael Ballack vilka fick sina internationella genombrott tillsammans med nya ansikten som Christoph Metzelder, Gerald Asamoah och Miroslav Klose med flera. Detta till trots var det tydligt att bredd saknades.
I VM-kvalet 2000–2001 fick Tyskland, som slutade på andraplats i sin kvalgrupp efter en av sina största förluster hemma, med 1–5 mot gruppvinnaren England, spela playoff mot Ukraina, för att därigenom kvalificera sig till VM 2002 i Japan och Sydkorea efter oavgjort resultat 1–1 borta och vinst med 4–1 hemma (totalt vinst med 5–2). Trots hård kritik från de flesta experter så lyckades Tyskland överraskande vinna VM-silver genom taktiskt och disciplinerat spel och dessutom varje match före finalen utom den mot Irland, dock delvis tack vare relativt lätta motståndarlag som Paraguay i åttondelsfinalen, USA i kvartsfinalen och hemmalaget Sydkorea i semifinalen, vilka alla slogs med 1–0 efter ett avgörande mål av Oliver Neuville mot Paraguay och mot övriga två av Michael Ballack, som dock förbjöds att spela finalen efter ett andra gult kort i semifinalen, medan blivande världsmästarna Brasilien emellertid blev för svåra för tyskarna och vann finalen, som var första VM-matchen mellan Brasilien och Tyskland, efter två avgörande mål i andra halvlek av skyttekungen Ronaldo. Tyske målvakten Oliver Kahn, som vann Guldhandsken, hade emellertid före finalen blott ett insläppt mål, av irländaren Robbie Keane som kvitterade i slutminuterna, efter ett tidigt ledningsmål i matchen på nick av VM-debutanten Miroslav Klose, som i sin tur känd för sin nickförmåga gjorde hela 5 mål (samtliga på nick i gruppspelsfasen samt nickade i stolpen i kvartsfinalen) och vann (tillsammans med Rivaldo) Silverskon för delad andraplats i skytteligan (efter Ronaldo som gjorde 8 mål).

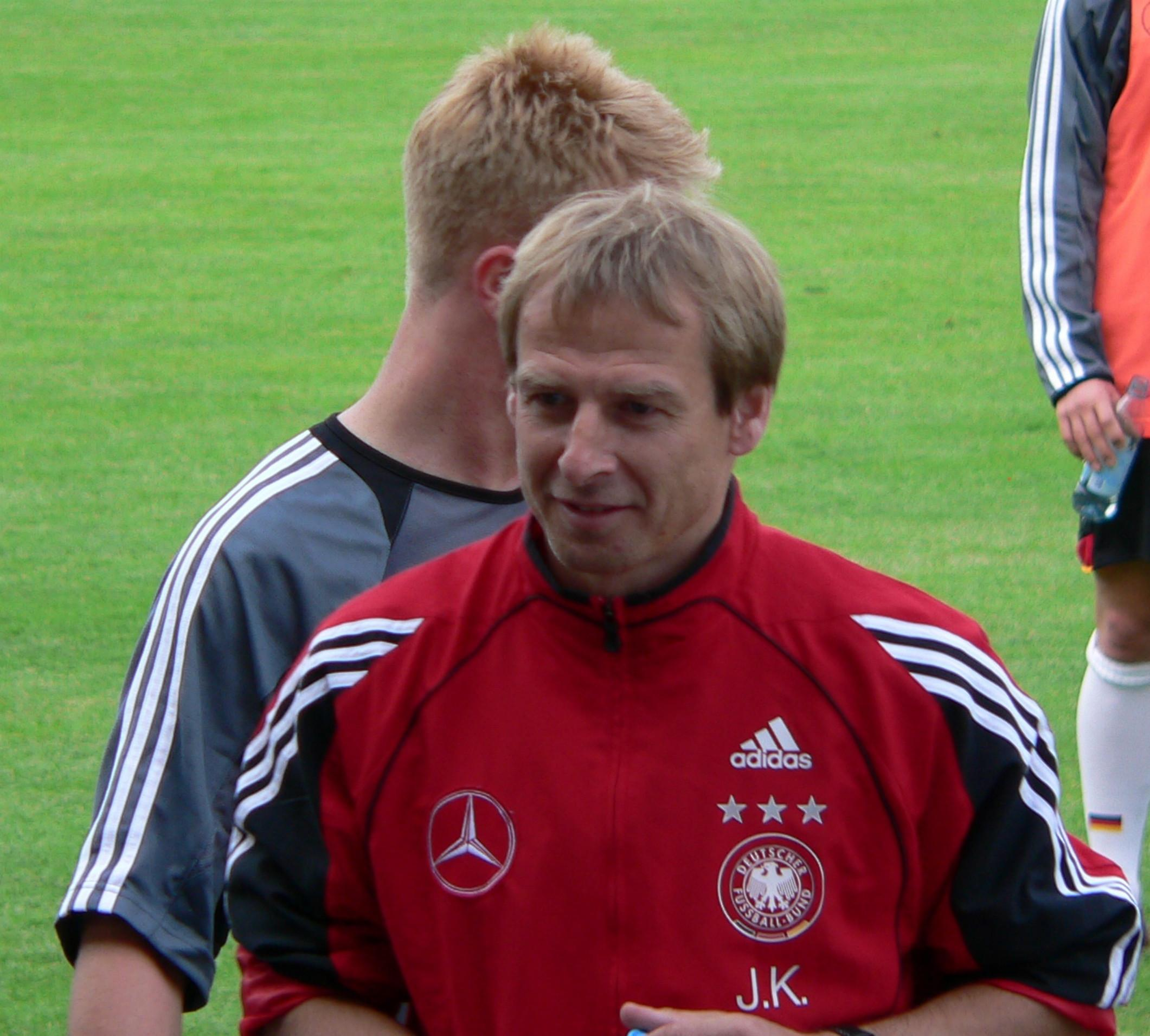
Jürgen Klinsmann var förbundskapten 2004–2006. Hans popularitet dalade under period för att nå oanade höjder under VM i fotboll 2006.

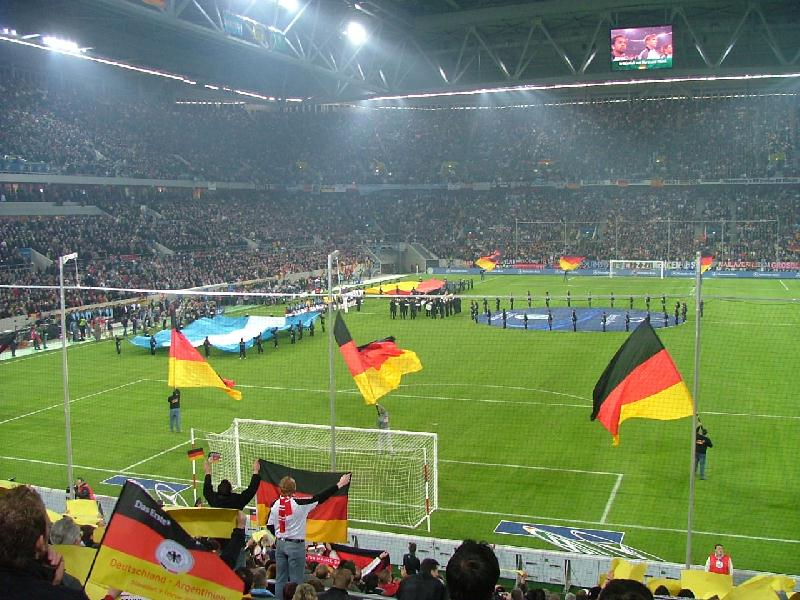
Landskamp Tyskland - Argentina 2005

Efter ett misslyckat EM 2004 i Portugal lämnade Völler rollen som förbundskapten, som övertogs av hans före detta landslagskamrat Jürgen Klinsmann och assistenten Joachim Löw, vilka genomförde en stor generationsväxling inför kommande hemma-VM 2006. Som generalprov var Tyskland värd för Fifa Confederations Cup 2005, som resulterade i brons, medan nästa års VM resulterade i den blott andra vinsten mot samtliga gruppspelsmotståndare (efter Mexiko-VM 1970), med 4–2 mot Costa Rica, 1–0 mot Polen och 3–0 mot Ecuador, följt av vinst med 2–0 i åttondelsfinalen mot Sverige, efter två tidiga mål av Lukas Podolski, och vinst mot Argentina i kvartsfinalen genom först en senare kvittering på nick till 1–1 av blivande vinnaren av Guldskon Miroslav Klose, vilket var hans femte mål, och senare i straffsparksläggningen två argentinska straffsparkar räddade av målvakten Jens Lehmann, men semifinalen mot blivande världsmästarna Italien resulterade i förlust efter förlängning, efter ett sent ledningsmål av Fabio Grosso vid hörna och ytterligare ett mål av Alessandro Del Piero som genom en kontring i slutsekunderna lyckades näta in 2–0. Tyskland, som missade hemmafinalen, vann till slut VM-brons efter två mål i matchen om tredjepris mot Portugal, båda gjorda i mitten av andra halvlek av VM-debutanten Bastian Schweinsteiger, med ett självmål emellan av Petit, och en sen reducering till 3–1 av Nuno Gomes. Efter VM-bronset överlämnade Klinsmann rollen som förbundskapten till sin assistent Joachim Löw. Under hemma-VM talades det mycket om att detta nya tyska landslag med sina framgångar hade skapat positiv patriotism i Tyskland, en företeelse som alltsedan andra världskriget varit närmast tabu i den allmänna politiska debatten i Västtyskland och senare Tyskland. Tyska flaggor användes på ett avslappnat sätt för att fira landslagets framgångar under turneringen.
Förväntningarna var stora inför EM 2008 i Schweiz och Österrike, då Tyskland såg ut att ha chans till långt avancemang, till skillnad från de två senaste EM:en 2000 och 2004. I kvalet tog man övertygande en första plats, däribland en storvinst med 13–0 mot slagpåsarna San Marino, som är den största vinsten någonsin i ett EM-kval. Däremot uppstod det vissa frågetecken. Lehmann hade spelat ytterst lite under säsongen i Arsenal och stöttepelaren Bernd Schneider försvann långtidsskadad. Christoph Metzelder laborerade med en skada. Schweinsteiger och Podolski hade blandat och gett den senaste tiden. Till EM kraftsamlades laget. I EM nådde förlorade Tyskland endast en match före finalen, den mot Kroatien som dock kom att förlora efter straffsparksläggning mot Tysklands blivande semifinalsmotståndare Turkiet, och i finalen mot Spanien efter ett avgörande mål av Fernando Torres i första halvlek.

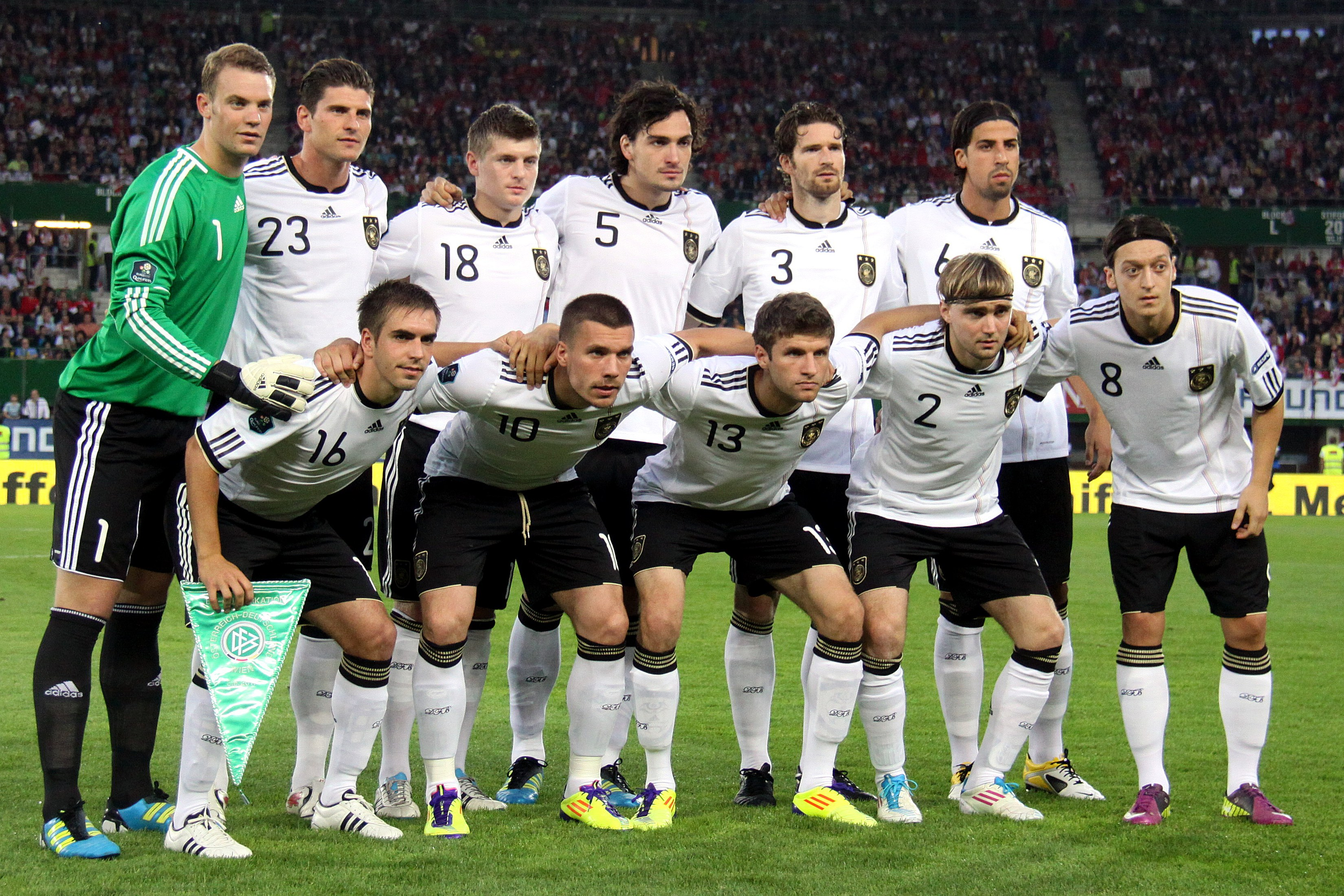
Landslaget 2011

Inför Sydafrika-VM 2010 skadades lagkapten Michael Ballack, men nya spelare som målvakten Manuel Neuer, Mesut Özil, blivande skyttekung Thomas Müller och Sami Khedira fick sina internationella genombrott. Många såg detta som ett stort avbräck men ett rött molnungt(?) tyskt lag skulle överraska många med sitt framgångsrika offensiva spel under VM, med enbart två förluster, mot Serbien i gruppspelet och i semifinalen liksom i senaste EM-finalen mot blivande världsmästarna Spanien vilka båda slog Tyskland med 1–0. Tyskland, som vann sin andra kvartsfinal i rad mot Argentina i VM, vann VM-brons, liksom 2006, denna gång efter vinst mot Uruguay med 3–2 i matchen om tredjepris.
Tyskland kvalificerade sig som gruppetta till EM 2012 i Polen och Ukraina, och hade efter VM-bronset i Sydafrika stora förhoppningar och förväntningar på sig att göra en framgångsrik turnering där de hamnade i dödens grupp tillsammans med Portugal, Nederländerna och Danmark. Tyskland vann varje match inom ordinarie speltid, före semifinalen då de slogs av Italien.

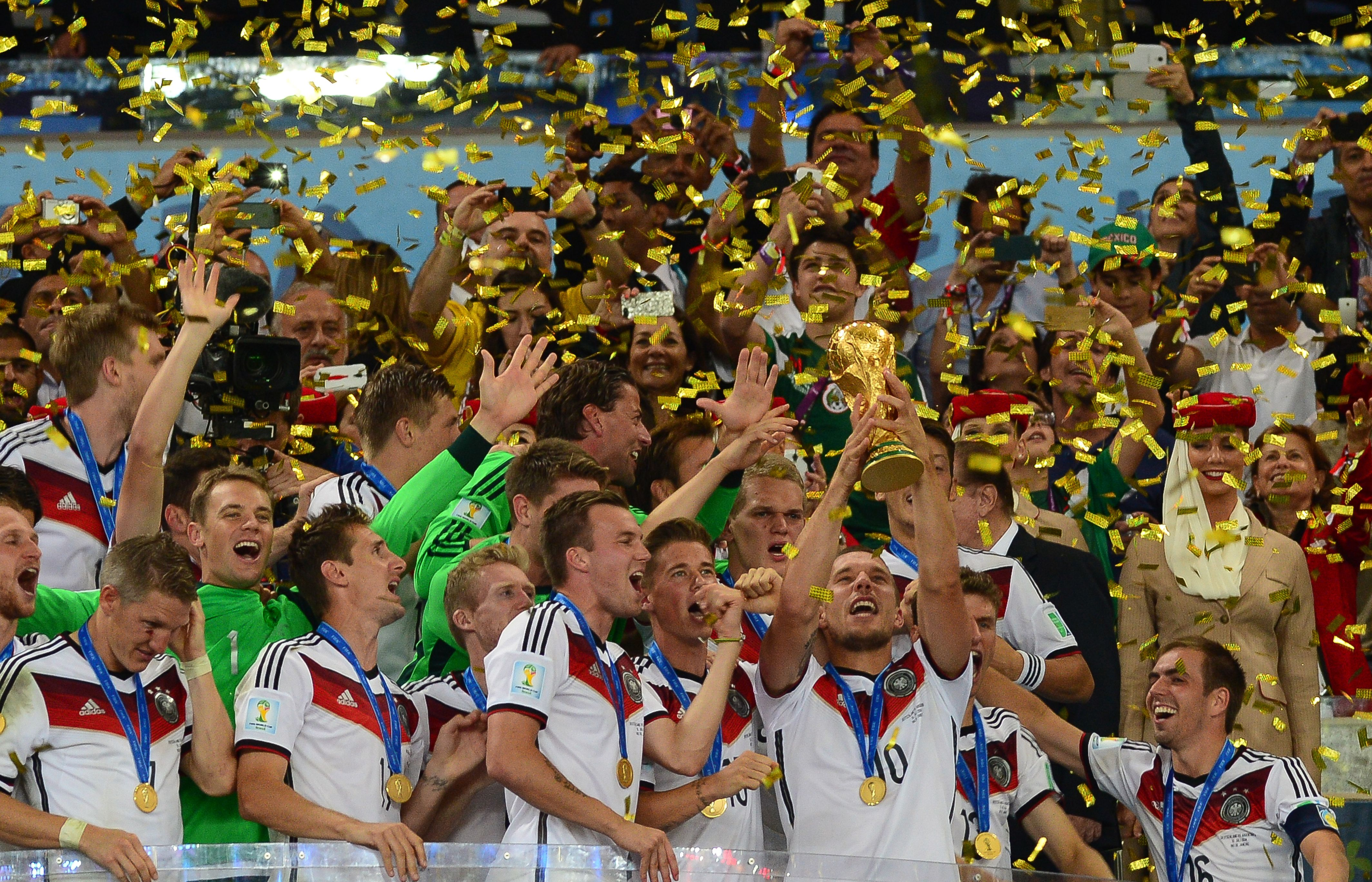
Det tyska laget tar emot VM-pokalen.

Brasilien-VM 2014 var ett mästerskap att minnas från tyskt håll. Tyskland, som vann första matchen mot Portugal med 4–0 efter ett tidigt straffmål av Thomas Müller följt av ett nickmål av Mats Hummels och ytterligare två mål av Müller, var i andra matchen relativt nära förlust mot Ghana, som kort efter kvittering tog en ledning med 2–1 före en relativt snabb kvittering till 2–2 av Miroslav Klose, och vann nästa match mot USA efter ett avgörande mål av Müller i andra halvlek. Åttondelsfinalen mot Algeriet var hård och tajt, och blev mållös, men Tyskland vann med 2–1 efter förlängning, efter ett tidigt ledningsmål av André Schürrle, ett sent av Mesut Özil och en sen algerisk reducering till 2–1. Efter kvartsfinalen mot europeiska rivalerna Frankrike, som avgjordes med ett enda mål på nick av Mats Hummels vid en bra frispark av Toni Kroos, fick Tysklands Miroslav Klose för blott andra gången i VM efter VM-finalen 2002 möta värdarna Brasilien i semifinalen, som förväntades få ett jämnt resultat även utan den skadade stjärnan Neymar och lagkapten Thiago Silva (som förbjöds att spela semifinalen efter ett andra gult kort) - före ett tidigt ledningsmål som gjordes vid hörna av femmålsskytten och blivande vinnaren av Silverskon Thomas Müller, vilket senare följdes av hela fyra mål inom blott sju minuter av först Klose följt av två mål inom blott 70 sekunder av Toni Kroos och ett femte av Sami Khedira, varav det förstnämnda var det totalt sextonde VM-målet av Klose, som därigenom slog de båda tidigare rekorden som den målrikaste spelaren i VM av Ronaldo, som emellertid gjorde 15 mål under tre spelade världsmästerskap (1998, 2002 och 2006) jämfört med Klose som bara gjorde 14, och Gerd Müller med 14 mål, som emellertid behåller högre målsnitt per match än både Ronaldo och Klose. Semifinalen, känd som Mineirazo, slutade slutligen 7–1 efter ytterligare två ledningsmål i mitten av andra halvlek båda gjorda av inhopparen André Schürrle och en sen reducering av Oscar, och var den största vinsten i en utslagsmatch sedan kvartsfinalen 1938 då Kuba slogs av Sverige med 8–0.
Schürrle bidrog även till vinsten i finalen genom en assist i förlängningen till Mario Götze, som gjorde det avgörande målet som gav Tyskland vinst med 1–0 mot Argentina i finalen, som var tredje vinsten i rad mot Argentina i VM, och den fjärde VM-titeln såväl som första efter 1990, också då efter vinst mot Argentina i finalen, vilket gjorde Tyskland och Argentina till de hittills enda landslagen som mött varandra i tre VM-finaler och dessutom Miroslav Klose till den hittills enda spelaren som vunnit fyra VM-medaljer i rad (silver 2002, brons 2006 och 2010, guld 2014).

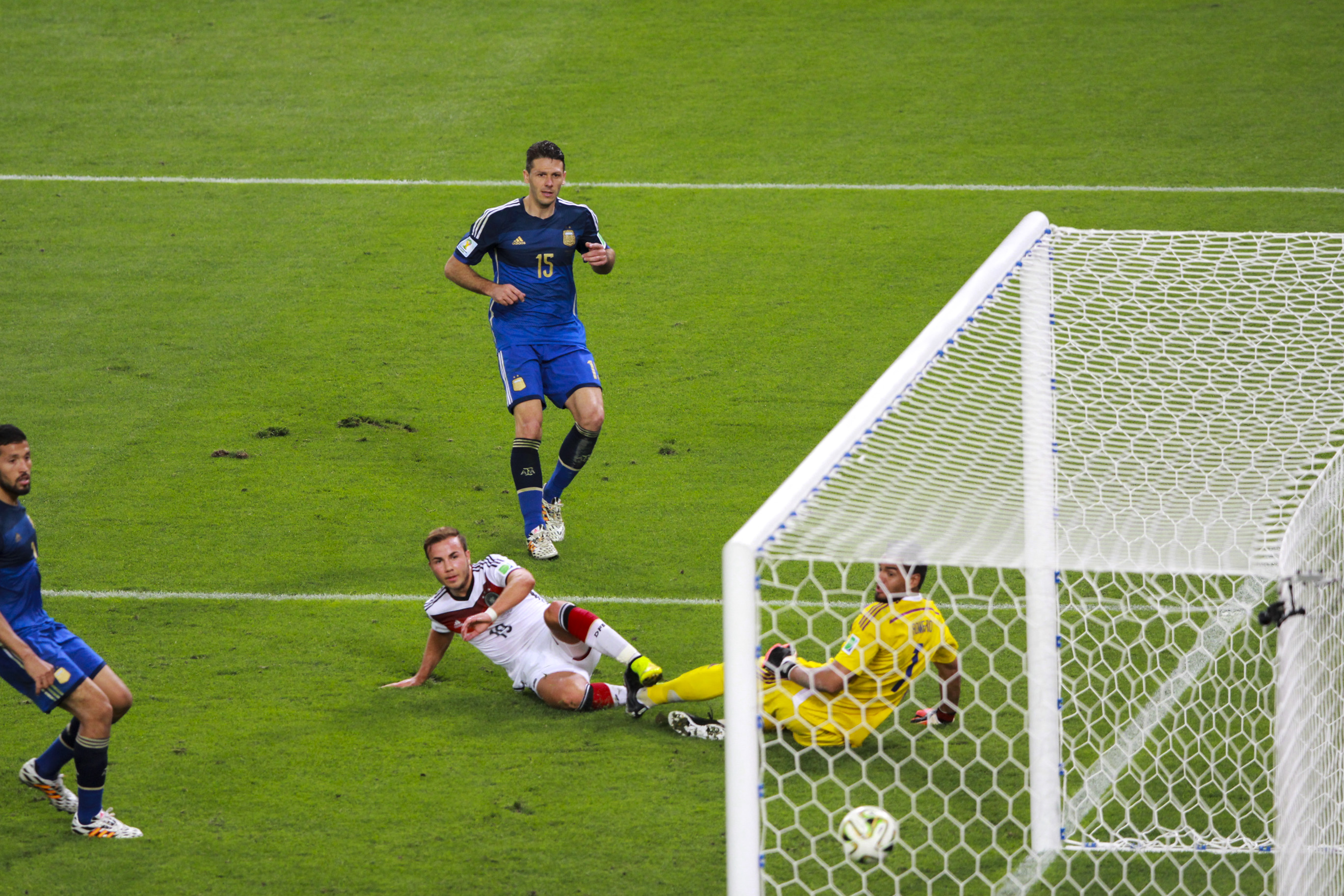
Götze skjuter segermålet i VM-finalen 2014.
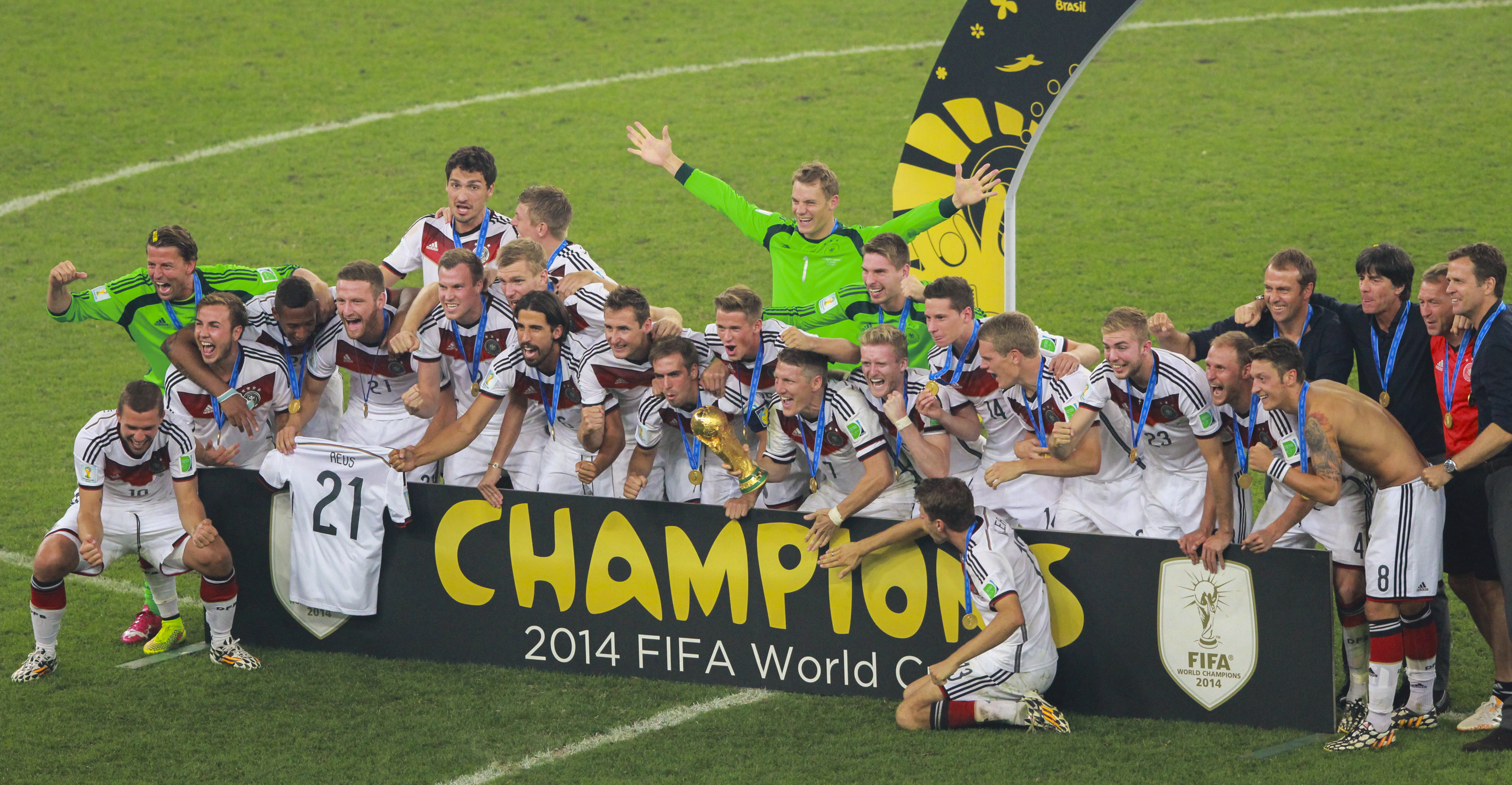
Världsmästare.
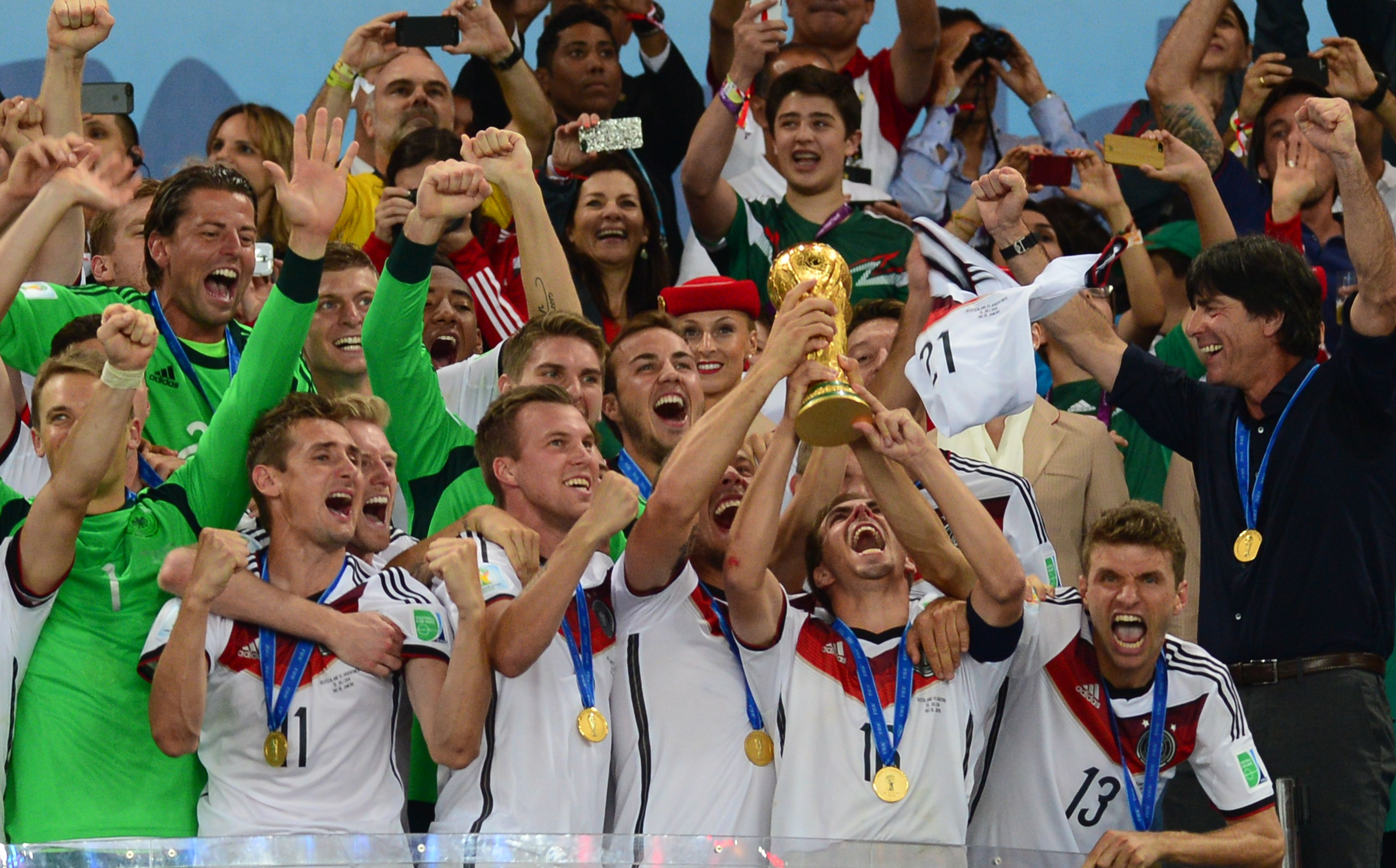
Tyskland 2014.

## Ny svacka
Tyskland kom till Europamästerskapet i fotboll 2016 som en av de stora favoriterna och imponerade också direkt, efter ett gruppspel som startade med vinst mot Ukraina med 2–0 efter mål av Shkodran Mustafi och Schweinsteiger. Efter en mållös match mot Polen slogs även Nordirland med ett avgörande mål av Mario Gómez. I åttondelsfinalen väntade sedan Slovakien som utan problem slogs med 3–0 efter mål av Jerome Boateng, Mario Gómez och Julian Draxler och det var också bud på fler mål. I kvartsfinalen skulle Tyskland få ett stort prov då de skulle möta mardrömsmotståndarna Italien, som i en jämn match kvitterade genom en straffspark av Leonardo Bonucci, efter ett ledningsmål i 65:e minuten av Mesut Özil, och först i straffsparksläggningen som gick till golden goal-omgång lyckades Jonas Hector, som lade den fjärde extra-straffsparken, avgöra för Tyskland, som emellertid förlorade semifinalen mot värdarna och blivande finalisterna Frankrike som vann med 2–0, och tog revansch mot kvartsfinalförlusten i Brasilien-VM, efter ett mål på straff precis före paus av Antoine Griezmann, som till slut utökade ledningen med ett andra ledningsmål. Bland andra Jérôme Boateng, Joshua Kimmich och Toni Kroos var med i EM-elvan. Målvakten Manuel Neuer gjorde en bra turneringen med blott tre insläppta mål varav två på straff.
Tyska U23-landslaget vann i augusti samma år olympiska silver i Rio de Janeiro.
Tyskland var, som regerande världsmästare, kvalificerade till Fifa Confederations Cup 2017 i Ryssland, där de vann guld. VM i Ryssland nästa år kom däremot att bli en besvikelse för Tyskland som förlorade mot både Mexiko och, efter en vinst mot Sverige med 2–1 vilka var de enda tyska målen, mot Sydkorea och blev därmed de fjärde regerande världsmästarna, och tredje i rad, som blev utslagna i gruppspelsfasen (i ett världsmästerskap med 32 deltagande landslag), efter Frankrike 2002, och Italien följt av Spanien (2010 och 2014). I det kommande Europamästerskapet som flyttades från 2020 till 2021 förlorade Tyskland, som endast nådde åttondelsfinal, för första gången sedan VM-finalen 1966 mot England i en utslagsmatch, medan följande Qatar-VM 2022 liksom VM i Ryssland resulterade i utslagning redan i gruppspelsfasen, efter förlust mot första matchen mot Japan som vände en tysk ledning till japansk ledning med 2–1 och som senare skrällde genom att slå Spanien som i sin tur slutat på lika många poäng som Tyskland men rankades bättre genom större målskillnad och fler gjorda mål.

## Förbundskaptener

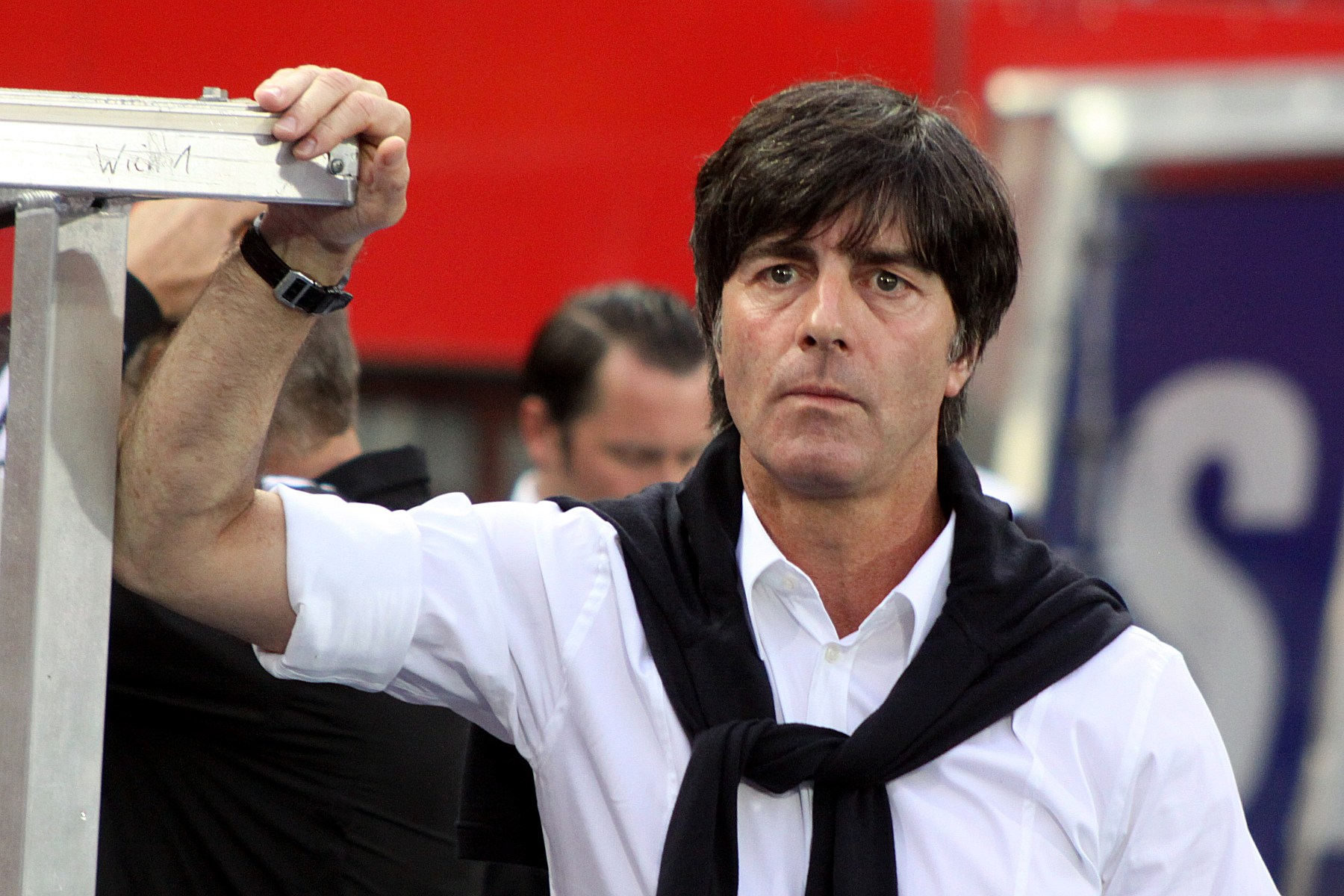
Joachim Löw

Tysklands förste förbundskapten var Otto Nerz som bland annat ledde laget vid VM 1934 och 1938. Han efterträddes av Sepp Herberger som ledde landslaget fram till 1942 då allt landslagsspel ställdes in. 1950 återupptogs landslagsverksamheten och Herberger blev förbundskapten igen. Herberger ledde laget till VM-guld 1954 samt i ytterligare två VM-turneringar. Hans efterträdare Helmut Schön ledde laget i fyra VM-turneringar och blev världsmästare 1974 och europamästare 1972. Derwall tog över 1978 och ledde landslaget till EM-guld 1980. Ofta har förbundskaptenen ersatts av den assisterande förbundskaptenen vilket varit fallet med Schön, Derwall, Vogts och Löw. 
| 1923–1938           | Otto Nerz         |
| 1950–1964 1938–1942 | Sepp Herberger*   |
| 1964–1978           | Helmut Schön      |
| 1978–1984           | Jupp Derwall      |
| 1984–1990           | Franz Beckenbauer |
| 1990–1998           | Berti Vogts       |
| 1998–2000           | Erich Ribbeck     |
| 2000–2004           | Rudi Völler       |
| 2004–2006           | Jürgen Klinsmann  |
| 2006–2021           | Joachim Löw       |
| 2021–2023           | Hansi Flick       |
| 2023–               | Julian Nagelsmann |

Sepp Herberger verkade de facto som förbundskapten från och med 1936 men blev officiellt utsedd 1938.

### Assisterande förbundskaptener

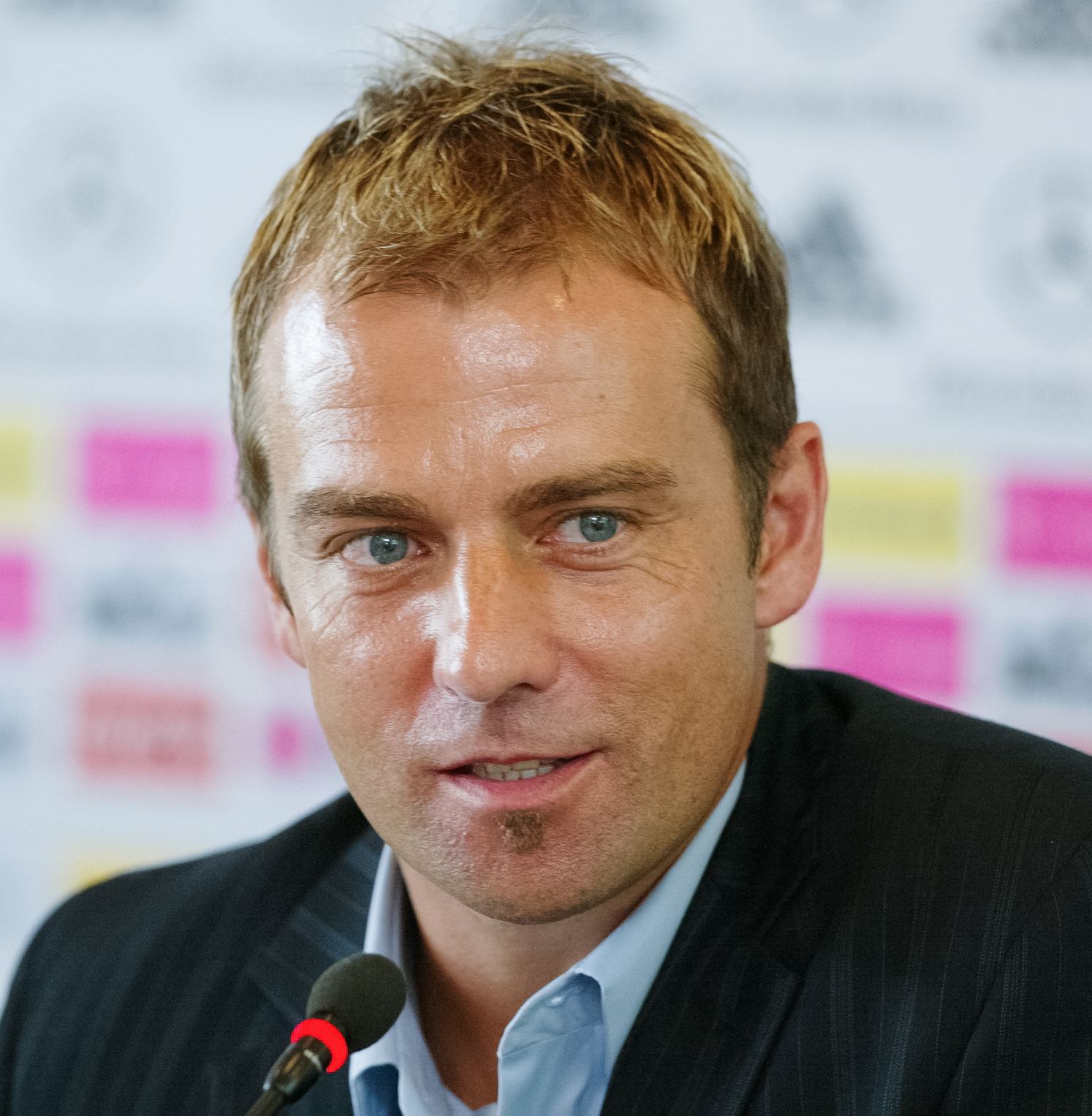
Hans-Dieter Flick

Utöver dessa förbundskaptener har flera kända tränare och spelare varit verksamma för Tysklands A-landslag som assisterande förbundskaptener. 
- Dettmar Cramer
- Udo Lattek
- Jupp Derwall
- Berti Vogts
- Horst Köppel (1984–1986)
- Albert Sing
- Rainer Bonhof
- Michael Skibbe (2000–2004)
- Joachim Löw (2004–2006)
- Hans-Dieter Flick (2006–2014)
- Thomas Schneider
- Marcus Sorg

## Landslagsuppsättningar

### Nuvarande trupp
Följande spelare var uttagna till Världsmästerskapet i fotboll 2022.
Matcher och mål är korrekta per 23 november 2022 efter matchen mot Japan.
| Nr | Pos. | Namn                  | Födelsedatum (ålder) | Matcher | Mål |          | Klubb                    |
| -- | ---- | --------------------- | -------------------- | ------- | --- | -------- | ------------------------ |
| 1  | MV   | Manuel Neuer          | 27 mars 1986         | 115     | 0   | Tyskland | Bayern München           |
| 12 | MV   | Kevin Trapp           | 8 juli 1990          | 6       | 0   | Tyskland | Eintracht Frankfurt      |
| 22 | MV   | Marc-André ter Stegen | 30 april 1992        | 30      | 0   | Spanien  | Barcelona                |
|    |      |                       |                      |         |     |          |                          |
| 2  | F    | Antonio Rüdiger       | 3 mars 1993          | 55      | 2   | Spanien  | Real Madrid              |
| 3  | F    | David Raum            | 22 april 1998        | 13      | 0   | Tyskland | RB Leipzig               |
| 4  | F    | Matthias Ginter       | 19 januari 1994      | 47      | 2   | Tyskland | SC Freiburg              |
| 5  | F    | Thilo Kehrer          | 21 september 1996    | 23      | 0   | England  | West Ham United          |
| 15 | F    | Niklas Süle           | 3 september 1995     | 43      | 1   | Tyskland | Borussia Dortmund        |
| 16 | F    | Lukas Klostermann     | 3 juni 1996          | 19      | 0   | Tyskland | RB Leipzig               |
| 20 | F    | Christian Günter      | 28 februari 1993     | 7       | 0   | Tyskland | SC Freiburg              |
| 23 | F    | Nico Schlotterbeck    | 1 december 1999      | 7       | 0   | Tyskland | Borussia Dortmund        |
| 25 | F    | Armel Bella-Kotchap   | 11 december 2001     | 2       | 0   | England  | Southampton              |
|    |      |                       |                      |         |     |          |                          |
| 6  | MF   | Joshua Kimmich        | 8 februari 1995      | 72      | 5   | Tyskland | Bayern München           |
| 7  | MF   | Kai Havertz           | 11 juni 1999         | 32      | 10  | England  | Chelsea                  |
| 8  | MF   | Leon Goretzka         | 6 februari 1995      | 46      | 14  | Tyskland | Bayern München           |
| 11 | MF   | Mario Götze           | 3 juni 1992          | 64      | 17  | Tyskland | Eintracht Frankfurt      |
| 14 | MF   | Jamal Musiala         | 26 februari 2003     | 18      | 1   | Tyskland | Bayern München           |
| 17 | MF   | Julian Brandt         | 2 maj 1996           | 39      | 3   | Tyskland | Borussia Dortmund        |
| 18 | MF   | Jonas Hofmann         | 14 juli 1992         | 18      | 4   | Tyskland | Borussia Mönchengladbach |
| 21 | MF   | İlkay Gündoğan        | 24 oktober 1990      | 64      | 17  | England  | Manchester City          |
|    |      |                       |                      |         |     |          |                          |
| 9  | A    | Niclas Füllkrug       | 9 februari 1993      | 2       | 1   | Tyskland | Werder Bremen            |
| 10 | A    | Serge Gnabry          | 14 juli 1995         | 37      | 20  | Tyskland | Bayern München           |
| 13 | A    | Thomas Müller         | 13 september 1989    | 119     | 44  | Tyskland | Bayern München           |
| 19 | A    | Leroy Sané            | 11 januari 1996      | 48      | 11  | Tyskland | Bayern München           |
| 24 | A    | Karim Adeyemi         | 18 januari 2002      | 4       | 1   | Tyskland | Borussia Dortmund        |
| 26 | A    | Youssoufa Moukoko     | 20 november 2004     | 2       | 0   | Tyskland | Borussia Dortmund        |

## Profiler genom tiderna

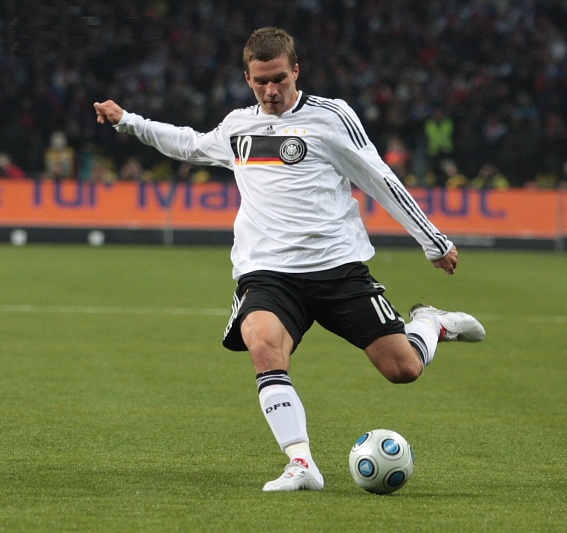
Lukas Podolski gjorde debut i landslaget som 19-åring 2004.

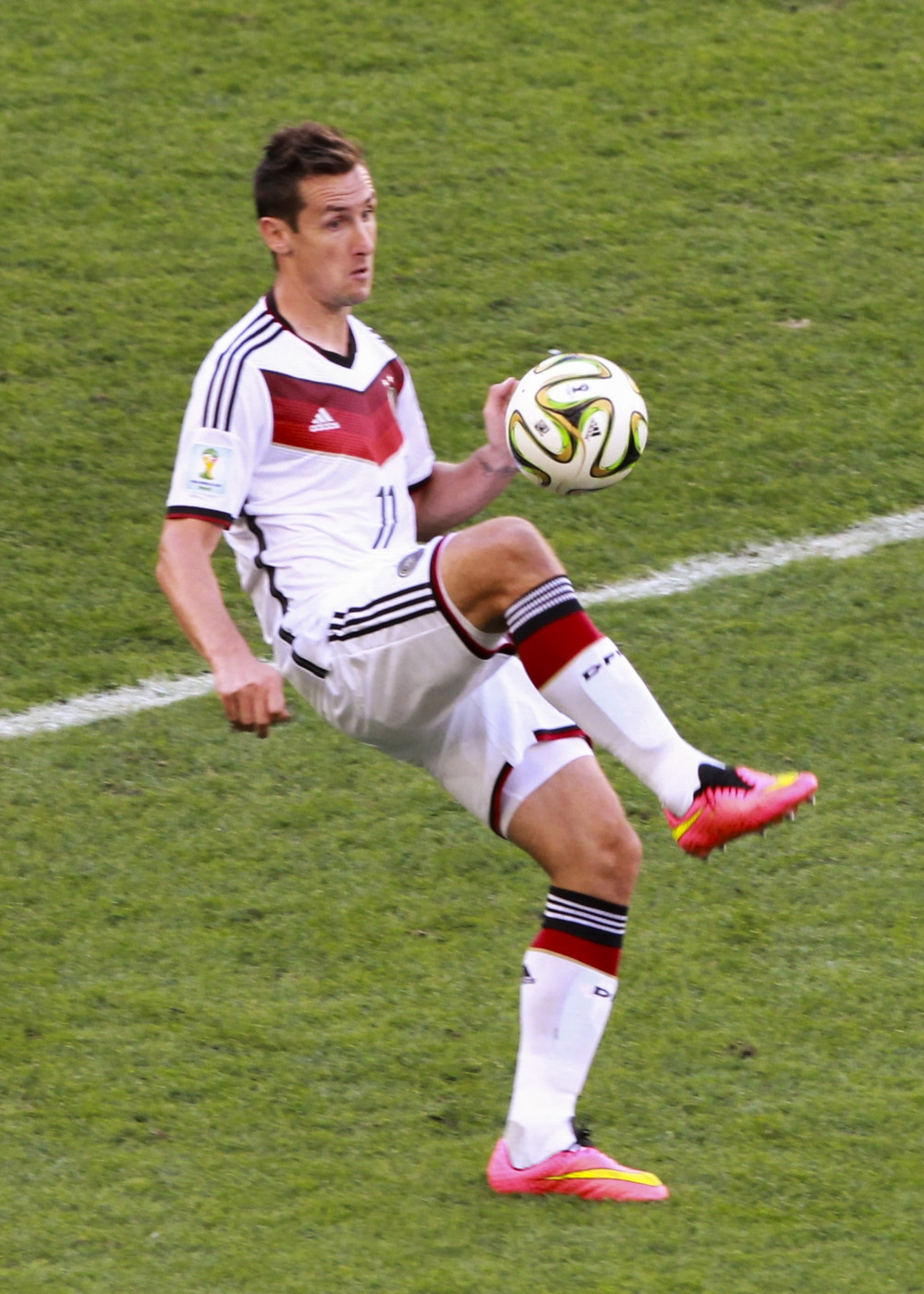
Miroslav Klose har gjort flest mål i landslaget och är den som gjort flest mål i VM.

| - Michael Ballack - Franz Beckenbauer - Oliver Bierhoff - Paul Breitner - Andreas Brehme - Torsten Frings - Karlheinz Förster - Mario Gómez - Mario Götze - Thomas Hässler - Helmut Haller - Dietmar Hamann - Oliver Kahn - Jürgen Klinsmann |  | - Miroslav Klose - Jürgen Kohler - Philipp Lahm - Pierre Littbarski - Sepp Maier - Lothar Matthäus - Andreas Möller - Gerd Müller - Thomas Müller - Günter Netzer - Wolfgang Overath - Lukas Podolski - Helmut Rahn - Karl-Heinz Rummenigge |  | - Matthias Sammer - Mehmet Scholl - Harald "Toni" Schumacher - Bernd Schuster - Bastian Schweinsteiger - Uwe Seeler - Toni Turek - Berti Vogts - Rudi Völler - Fritz Walter - Wolfgang Weber - Mesut Özil - Manfred Kaltz - Marco Reus - Thomas Müller |

### Flest landskamper
Per den 22 mars 2017.
| Placering | Spelare                | År        | Landskamper |
| --------- | ---------------------- | --------- | ----------- |
| 1         | Lothar Matthäus        | 1980–2000 | 150         |
| 2         | Miroslav Klose         | 2001–2014 | 137         |
| 3         | Lukas Podolski         | 2004–2017 | 130         |
| 4         | Philipp Lahm           | 2004–2014 | 113         |
| 5         | Bastian Schweinsteiger | 2004–2016 | 108         |
| 5         | Jürgen Klinsmann       | 1987–1998 | 108         |
| 7         | Jürgen Kohler          | 1986–1998 | 105         |
| 8         | Per Mertesacker        | 2004–2014 | 104         |
| 9         | Franz Beckenbauer      | 1965–1977 | 103         |
| 10        | Thomas Hässler         | 1988–2000 | 101         |

### Flest landslagsmål
Per den 8 april 2018.
| Placering | Spelare               | Mål |
| --------- | --------------------- | --- |
| 1         | Miroslav Klose        | 71  |
| 2         | Gerd Müller           | 68  |
| 3         | Lukas Podolski        | 49  |
| 4         | Rudi Völler           | 47  |
| 4         | Jürgen Klinsmann      | 47  |
| 6         | Karl-Heinz Rummenigge | 45  |
| 7         | Uwe Seeler            | 43  |
| 8         | Michael Ballack       | 42  |
| 9         | Thomas Müller         | 38  |
| 10        | Oliver Bierhoff       | 37  |

## Tysklands matchställ
Hemma

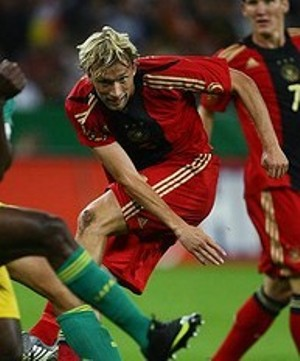
Tysklands bortaställ 2008.

Tysklands matchställ har sedan lång tid tillbaka haft samma färgkombination med en vit tröja tillsammans med svarta byxor. Det härstammar från Kejsardömet Tysklands och Preussens flaggor där vitt och svart ingick i båda.  Färgerna kan återfinnas i dåtidens tyska flagga. Sedan 1988 har tyska landslaget använt sig alltmer av den tyska flaggans färger, med tydliga detaljer i rött, gult och svart vilket bland annat kan ses i de tröjor i vilka Västtyskland vann VM 1990. Tröjornas design har förändrats kraftigt genom åren i fråga om skärning och detaljer. Vartannat år lanseras en ny tröjmodell. På vänster sida i brösthöjd finns de fyra stjärnor som markerar Västtysklands och Tysklands fyra VM-guld.
Borta

Den traditionella tyska bortatröjan har bestått av grön tröja och vita byxor tillsammans med gröna strumpor i olika variationer. 2002 valdes denna bort och i stället kom en ny tröja i svart och antracit. 2003 ändrades bortastället på nytt till en tröja i helsvart tillsammans med vita shorts. Tyskland spelade 2004-2010 i röd överdel med vita alternativt röda shorts innan man återigen började med en svart bortatröja. 2014 använder landslaget en svartröd tröja som andratröja.

### Historiska fotbollsdräkter
Hemma
| VM 1954 | VM 1970 | VM 1974 | VM 1978 | EM 1980 och VM 1982 | EM 1984 | VM 1986 |

| EM 1988 och VM 1990 | EM 1992 | VM 1994 | EM 1996 | VM 1998 | EM 2000 | VM 2002 |

| EM 2004 | VM 2006 | EM 2008 | VM 2010 | EM 2012 | VM 2014 | EM 2016 |

| Confederations Cup 2017 | VM 2018 |

## Anmärkningslista
1. 1 2 3 4 5 6 7 8 9 10 11  Som Västtyskland
2. ↑  Som enat väst- och östtyskt lag.